# Isländische Fußballmeisterschaft 1937
Die isländische Fußballmeisterschaft 1937 war die 26. Spielzeit der höchsten isländischen Fußballliga.
Es nahmen lediglich drei Teams am Bewerb teil, was die niedrigste Teilnehmerzahl seit 1928 bedeutete. Jede Mannschaft traf jeweils einmal auf jede andere. Valur Reykjavík konnte mit dem dritten Titel in Folge zum insgesamt fünften Mal die Meisterschaft gewinnen.

## Abschlusstabelle
| Pl. | Verein          | Sp. | S | U | N | Tore    | Quote | Punkte |
| --- | --------------- | --- | - | - | - | ------- | ----- | ------ |
| 1.  | Valur Reykjavík | 2   | 2 | 0 | 0 | 008:300 | 2,67  | 04:0   |
| 2.  | KR Reykjavík    | 2   | 1 | 0 | 1 | 003:400 | 0,75  | 02:20  |
| 3.  | Fram Reykjavík  | 2   | 0 | 0 | 2 | 003:700 | 0,43  | 0:40   |

| (M) | amtierender isländischer Meister |

### Kreuztabelle
Die Kreuztabelle stellt die Ergebnisse aller Spiele dieser Saison dar. Die Heimmannschaft ist in der ersten Spalte aufgelistet, die Gastmannschaft in der obersten Reihe. Die Ergebnisse sind immer aus Sicht der Heimmannschaft angegeben.
| 1937            |   | KR Reykjavík | Fram Reykjavík |
| Valur Reykjavík |   | 3:1          | 5:2            |
| KR Reykjavík    | – |              | 2:1            |
| Fram Reykjavík  | – | –            |                |